# IC 1470
IC 1470 ist ein Emissionsnebel im Sternbild Kepheus. Das Objekt wurde im Jahre 1892 von Rudolf Spitaler entdeckt.